# Катран індонезійський коротконосий
Катран індонезійський коротконосий (Squalus hemipinnis) — акула з роду Катран родини Катранові.

## Опис
Загальна довжина досягає 78 см. Спостерігається статевий диморфізм: самиці значно більше за самців. Голова невелика. Морда відносно вузька та дуже коротка. Очі великі — 5,15,6 % довжини тіла. Вторинні долі носових клапанів добре розвинені. Рот великий, зігнутий. Зуби дрібні, з гострими кінчиками та широкими основами, має нахил до кутів рота. Тулуб стрункий, сигароподібний. Його висота сягає 9-10,6 %. Осьовий скелет налічує 96-100 хребців. Грудні плавці слабко серпоподібні, задній край відносно короткий. Має 2 спинних плавця з шипами. Передній спинний плавець значно більше за задній. Шипи помірно товсті, задній шип досягає довжини висоти плавця. Хвостовий плавець короткий та широкий, задній край зубчастий.
Забарвлення спини та боків сіро-стальне, іноді з коричневим відливом. Черево має світліший колір. Верхня лопать хвостового плавця має бліду темну пляму.

## Спосіб життя
Тримається на глибині від 100 до 600 м та глибше. Активний хижак. Полює на здобич біля дна. Живиться дрібною костистою рибою, головоногими молюсками, ракоподібними.
Статева зрілість у самців настає при розмірі 43 см, самиць — 61 см. Це яйцеживородна акула. Тривалість вагітності становить близько 1 року. Самиці народжують 10 акуленят завдовжки 18 см.
Є об'єктом промислового вилову. Вживається м'ясо, плавці та печінка, багата на сквален.

## Розповсюдження
Мешкає в акваторії островів Суматри, Яви, Балі, Ломбока (Індонезія).